# 蓼南乡
蓼南乡，是中华人民共和国江西省九江市庐山市下辖的一个乡镇级行政单位。

## 行政区划
蓼南乡下辖以下地区：
和公塘村、南阳坂村、长西岭村、黄鸠垅村、桥南村、新池村、新华村、横岭村和渚溪村。